# Fáfilas
Fáfilas es una localidad española perteneciente al municipio de Villabraz, provincia de León, y enclavado en la comarca de Los Oteros. En el siglo X, el lugar donde se asienta Fáfilas fue poblado por la familia Fafilani y ese nombre nos ha llegado hasta la actualidad.

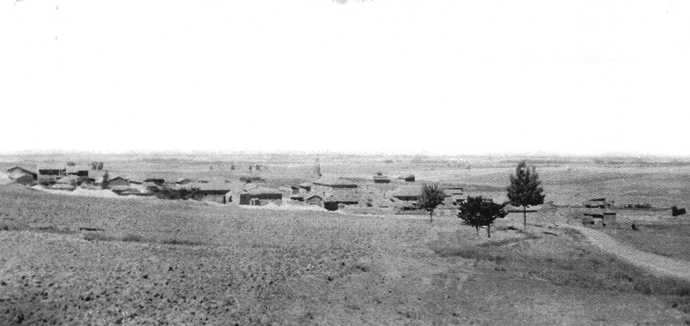

## Clima
Se caracteriza por un clima continental mediterráneo, aunque marcado por su altitud y aislamiento de las influencias marítimas. No obstante, la frecuencia de las heladas invernales es elevada, produciéndose incluso en primavera, con el consiguiente daño a la agricultura.

## Coordenadas
Latitud 42º 15´ N 
Longitud 5º 28´ O 

## Población
Fáfilas está tomando un nuevo impulso gracias a numerosas personas procedentes de Asturias que se están asentando en esta localidad. Según el INE tiene 17 habitantes censados, 10 varones y 7 mujeres.

## Comunicaciones
Dista 7 km de Valencia de Don Juan, 2 km de Villabraz y 52 de León.
Está situado en la CV-233-3 entre Valencia de Don Juan y Villabraz

## Monumentos
Tiene alguno de los palomares tradicionales de la zona de los Oteros mejor conservados.
La iglesia de San Pedro, principal monumento del pueblo, ha sido restaurada con aportación de vecinos y colaboradores en agosto de 2003. Su interior es de una sola nave y tiene tres retablos que se pueden catalogar del siglo XVII. Destaca el retablo que alberga una preciosa talla de la Virgen del Carmen que fue donado por el caballero Santiaguista González y Robles. En dicho retablo aparecen los escudos de armas de este caballero.

## Fiestas
San Zoles es la Fiesta Mayor y se celebra el Domingo de Pentecostés.
- Datos: Q5791137